# Parlamentswahl in Finnland 2003
- VAS: 19
- SDP: 53
- VIHR: 14
- RKP: 9
- KESK: 55
- KOK: 40
- KD: 7
- PS: 3

Die Parlamentswahl in Finnland 2003 fand am 16. März 2003 statt. Es war die Wahl zum 34. finnischen Parlament.
Die bislang stärkste Kraft, die von Paavo Lipponen geführte Sozialdemokratische Partei konnte zwar zulegen, blieb jedoch hinter der Zentrumspartei mit ihrer Spitzenkandidatin Anneli Jäätteenmäki. Das Zentrum gewann sieben Sitze hinzu und verfügte im neuen Reichstag über zwei Sitze mehr als die Sozialdemokraten. Die dritte große Partei Finnlands, die konservative Sammlungspartei von Ville Itälä verlor 2,5 Prozentpunkte und sechs Sitze.
Leichte Verluste gab es auch für das Linksbündnis und für die Schwedische Volkspartei. Gewinne fuhren dagegen der Grüne Bund, die Christdemokraten und die Basisfinnen ein.
Am 17. April 2003 wurde das neue Kabinett Jäätteenmäki vereidigt. Das Zentrum bildete dabei eine Koalition mit Sozialdemokraten und Schwedischer Volkspartei. Wegen einer Parlamentsaffäre trat Jäätteenmäki jedoch bereits im Sommer zurück und Matti Vanhanen, ebenfalls vom Zentrum, wurde ihr Nachfolger.

## Teilnehmende Parteien
Es traten 18 verschiedene Parteien zur Wahl an.
Folgende Parteien waren bereits im Parlament vertreten:
| Partei | Partei | Ausrichtung        | Spitzenkandidat     |
| ------ | --- | ------------------ | ------------------- |
|        | Sozialdemokratische Partei Finnlands Suomen Sosialidemokraattinen Puolue (SDP) Finlands Socialdemokratiska Parti | sozialdemokratisch | Paavo Lipponen      |
|        | Finnische Zentrumspartei Suomen Keskusta (KESK) Centern i Finland                                                | sozialliberal      | Anneli Jäätteenmäki |
|        | Nationale Sammlungspartei Kansallinen Kokoomus (KOK) Samlingspartiet                                             | konservativ        | Ville Itälä         |
|        | Linksbündnis Vasemmistoliitto (VAS) Vänsterförbundet                                                             | sozialistisch      | Suvi-Anne Siimes    |
|        | Grüner Bund Vihreä liitto (VIHR) Gröna förbundet                                                                 | grün               | Osmo Soininvaara    |
|        | Schwedische Volkspartei Ruotsalainen kansanpuolue (RKP) Svenska folkpartiet (SFP)                                | liberal            | Jan-Erik Enestam    |
|        | Finnische Christdemokraten Kristillisdemokraatit (KD) Kristdemokraterna                                          | christdemokratisch | Bjarne Kallis       |
|        | Basisfinnen Perussuomalaiset (PS) Sannfinländarna                                                                | rechtspopulistisch | Timo Soini          |

## Wahlergebnis
Die Wahlbeteiligung lag bei 66,7 Prozent und damit 1,4 Prozentpunkte über der Wahlbeteiligung bei den letzten Parlamentswahlen im Jahr 1999.
| Partei                       | Partei                                       | Stimmen   | Stimmen | Stimmen | Sitze  | Sitze |
| Partei                       | Partei                                       | Anzahl    | %       | +/−     | Anzahl | +/−   |
| ---------------------------- | -------------------------------------------- | --------- | ------- | ------- | ------ | ----- |
|                              | Finnische Zentrumspartei (KESK)              | 689.391   | 24,69   | +2,29   | 55     | +7    |
|                              | Sozialdemokratische Partei Finnlands (SDP)   | 683.223   | 24,47   | +1,61   | 53     | +2    |
|                              | Nationale Sammlungspartei (KOK)              | 517.904   | 18,55   | −2,48   | 40     | −6    |
|                              | Linksbündnis (VAS)                           | 277.152   | 9,93    | −0,95   | 19     | −1    |
|                              | Grüner Bund (VIHR)                           | 223.564   | 8,01    | +0,74   | 14     | +3    |
|                              | Finnische Christdemokraten (KD)              | 148.987   | 5,34    | +1,17   | 7      | −3    |
|                              | Schwedische Volkspartei (RKP)                | 128.824   | 4,61    | −0,51   | 8      | −3    |
|                              | Basisfinnen (PS)                             | 43.816    | 1,57    | +0,58   | 3      | +2    |
|                              | Kommunistische Partei Finnlands (SKP)        | 21.079    | 0,76    | —       | —      | —     |
|                              | Veränderungskraft Finnland (MVS)             | 11.485    | 0,41    | +0,41   | —      | —     |
|                              | Liberale (LIB)                               | 8.776     | 0,31    | +0,12   | —      | —     |
|                              | Kirjava ”puolue” – Elonkehän puolesta (KIPU) | 6.659     | 0,24    | −0,15   | —      | —     |
|                              | Rentner für das Volk (EKA)                   | 5.346     | 0,19    | −0,01   | —      | —     |
|                              | Die Blau-Weißen des Finnischen Volkes (SKS)  | 4.579     | 0,16    | +0,16   | —      | —     |
|                              | Kommunistische Arbeiterpartei (KTP)          | 2.908     | 0,10    | −0,03   | —      | —     |
|                              | Suomi Nousee – Kansa Yhdistyy (SNKY)         | 2.640     | 0,09    | +0,09   | —      | —     |
|                              | Für die Armen (KA)                           | 1.448     | 0,05    | +0,05   | —      | —     |
|                              | Yhteisvastuu Puolue (YVP)                    | 404       | 0,01    | +0,01   | —      | —     |
|                              | Sonstige*                                    | 13.572    | 0,49    | −0,32   | 1      | —     |
| Gesamt                       | Gesamt                                       | 2.791.757 | 100,00  |         | 200    |       |
| Gültige Stimmen              | Gültige Stimmen                              | 2.791.757 | 99,15   |         |        |       |
| Ungültige Stimmen            | Ungültige Stimmen                            | 23.943    | 0,85    |         |        |       |
| Wahlbeteiligung              | Wahlbeteiligung                              | 2.815.700 | 66,71   |         |        |       |
| Wahlberechtigte              | Wahlberechtigte                              | 4.220.951 | 100,00  |         |        |       |
| Quelle:                      |                                              |           |         |         |        |       |
| Anmerkungen: * Åland-Mandat. |                                              |           |         |         |        |       |

## Regierungen
1. Kabinett Jäättenmäki – Anneli Jäätteenmäki (Zentrum) – Regierung aus Zentrum, Sozialdemokratischer Partei und Schwedischer Volkspartei (17. April 2003 bis 24. Juni 2003)
2. Kabinett Vanhanen I – Matti Vanhanen (Zentrum) – Regierung aus Zentrum, Sozialdemokratischer Partei und Schwedischer Volkspartei (24. Juni 2003 bis 19. April 2007)